# Eleganten från Vidderna
Eleganten från vidderna – filmen om Eddie Meduza är en svensk dokumentärfilm om artisten Eddie Meduza, producerad av Anakronfilm och Michael Rosengren AB. Filmen hade premiär på Göteborgs filmfestival 2010 och har även visats i Sveriges Television. I filmen medverkar bland andra Bert Karlsson, John Norum och flera av huvudpersonens släktingar och vänner. 
Titeln Eleganten från vidderna kommer från låten med samma namn, skriven av Eddie Meduza. 